# Le Roi lion (bande originale)
Pour les articles homonymes, voir Le Roi lion (homonymie).
Ne doit pas être confondu avec Le Roi lion (bande originale, 2019).
Albums d'Elton John
Duets
(1993) Made in England
(1995)
La bande originale du film Le Roi Lion, sortie en 1994, est un album publié par Walt Disney Records dont la partition orchestrale a été composée par Hans Zimmer et les chansons écrites par Elton John et Tim Rice. Il est constitué des musiques entendues dans le film, incluant la chanson oscarisée Can You Feel the Love Tonight (L'amour brille sous les étoiles) chantée par Elton John. Il existe une version intégrale qui contient la chanson Le Rapport du matin (The Morning Report), chanson ajoutée à la nouvelle version du film en DVD, en 2003. La chanson était initialement composée pour la comédie musicale de Broadway.
La bande originale obtient notamment l'Oscar de la meilleure chanson originale et à l'Oscar de la meilleure musique de film en 1995. L'album est également certifié quatre fois platine en Australie.

## Histoire

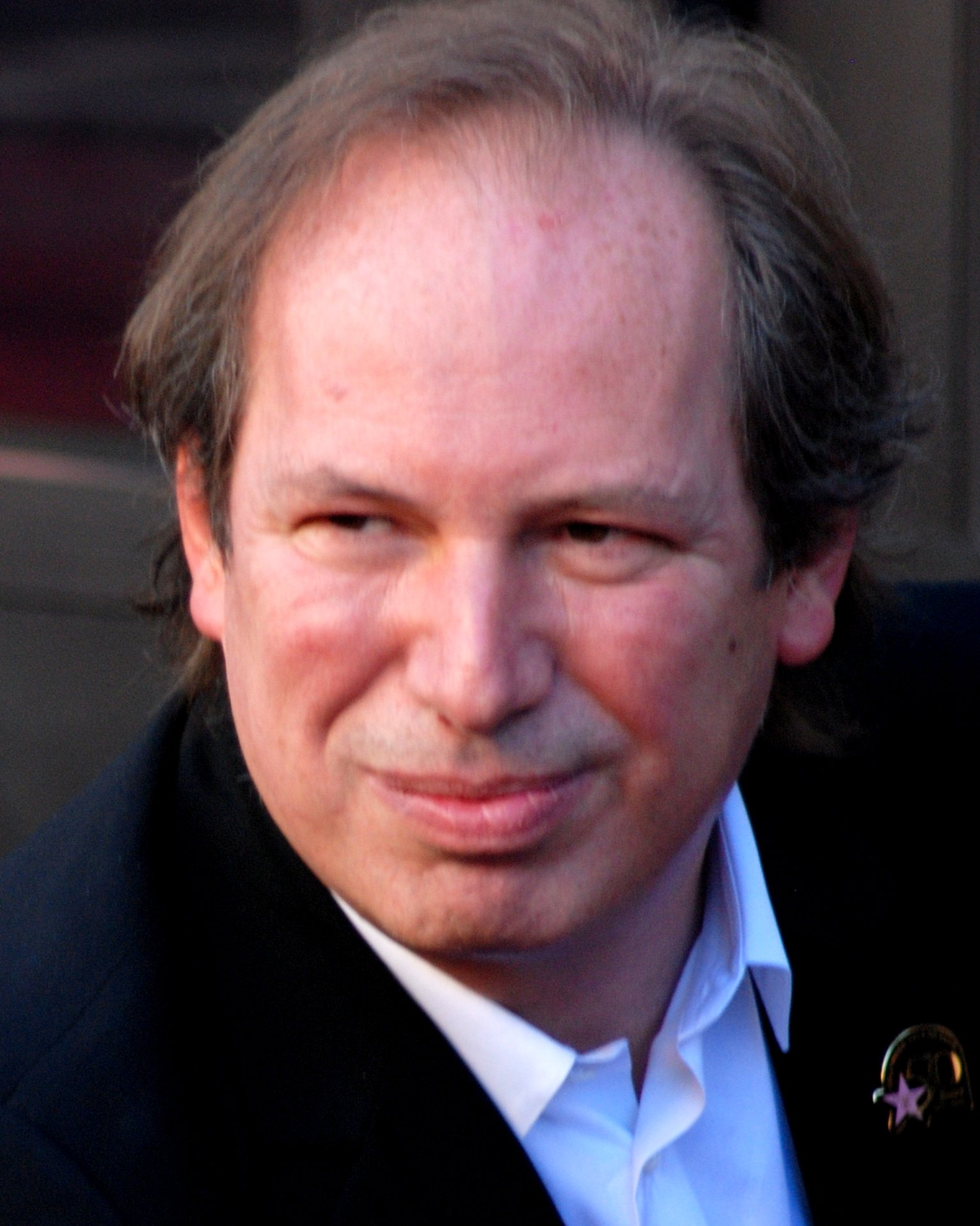
Hans Zimmer, compositeur du film.

En 1991, Tim Rice signe un contrat confirmant sa participation dans l'écriture musicale du film : il est donc chargé d'écrire les paroles pour les chansons du film. C'est à lui qu'il a été demandé de choisir qui allait composer la musique : « Elton John était mon premier choix... Je pensais honnêtement qu'il était incapable de le faire, mais il a réussi », comme le fait remarquer Tim Rice lors d'un interview. Les deux compositeurs se connaissaient déjà pour avoir collaboré ensemble en 1982 : Elton John avait composé la musique sur les paroles écrites par Rice pour la chanson Legal Boys de l'album d'Elton John, Jump Up! Lorsque Rice a proposé à John de participer au projet, ce dernier n'a pas hésité à accepter. Il explique que « ce projet était excitant et stimulant parce que je devais écrire d'une manière différente par rapport à ce que j'écrivais pour moi-même. Je pense que Le Roi lion est le film Disney le plus drôle Disney qui ait été fait depuis Le Livre de la jungle. En fait, je pense que c'est probablement le film le plus drôle qu'ils aient jamais réalisé ».
Le choix de Hans Zimmer en tant que compositeur remonte aux débuts de la production du film, soit en 1992, lorsque les producteurs ont l'occasion d'écouter son travail pour La Puissance de l'ange, avec la voix du chanteur sud-africain Lebo M. Il est alors évident pour les producteurs que l'alchimie entre les deux artistes convenait à l’esprit recherché pour Le Roi Lion. Après que les producteurs ont proposé à l'artiste de composer la bande originale, ce dernier accepte et compose une bande sonore de près de soixante-dix minutes, en y intégrant plusieurs chansons originales de la pop-star anglaise Elton John. La bande son est alors enregistrée dans trois pays : États-Unis, Royaume-Uni et Afrique du Sud. En outre, Hans Zimmer rajoute une « saveur africaine » aux compositions d'Elton John. Il explique qu’« Elton était un homme très courageux pour me donner ses démos et me laisser en faire ce que je voulais ».
L'album contient donc les chansons écrites par Elton John et Tim Rice, sur des compositions de Hans Zimmer. Les artistes ayant participé aux chansons en version originale sont Carmen Twillie, Jason Weaver, Rowan Atkinson, Whoopi Goldberg, Jeremy Irons, Cheech Marin, Jim Cummings, Nathan Lane, Ernie Sabella et Sally Dworsky. L'album sort le 30 mai 1994 sur CD, cassette audio et disque vinyle. L'album a été vendu à 6,86 millions d'exemplaires en fin d'année 1995.
Les chansons Circle of Life (L'Histoire de la vie), Hakuna Matata et Can You Feel The Love Tonight (L'amour brille sous les étoiles) sont toutes trois nommées à la 67e Cérémonie des Oscars, dans la catégorie de la meilleure chanson originale. Le prix est remporté par la chanson Can You Feel The Love Tonight. Le prix est remis par Sylvester Stallone à Elton John qui a ajouté avec grande émotion : « Je voudrais dédier ce prix à ma grand-mère, Ivy Sewell. Elle est morte la semaine dernière, et elle a été celle qui m'a fait asseoir au piano à l'âge de trois ans et m'a appris à en jouer. J'accepte donc ce prix en son honneur ».
L'instrumental Les Hyènes, disponible dans les versions non-anglaise de la bande originale sortie en 1994, est un titre exclusif, n'étant pas disponible dans la version originale de l'album.
En 2012, lors de la ressortie du Roi lion en 3D, la bande originale a elle aussi bénéficié d'une réédition contenant uniquement les chansons du film, ainsi que celles de sa suite, Le Roi lion 2, en version originale ; et version française pour l'édition française. Cet album contient également des titres supplémentaires interprétés par Lebo M, comme Noyana (A Traditional African Folk Song), ou encore The Lion Sleeps Tonight. Par ailleurs, ce dernier titre, inclus dans la bande originale simple du deuxième film, est brièvement entendu dans Le Roi lion et Le Roi lion 3.

## Accueil

### Critique

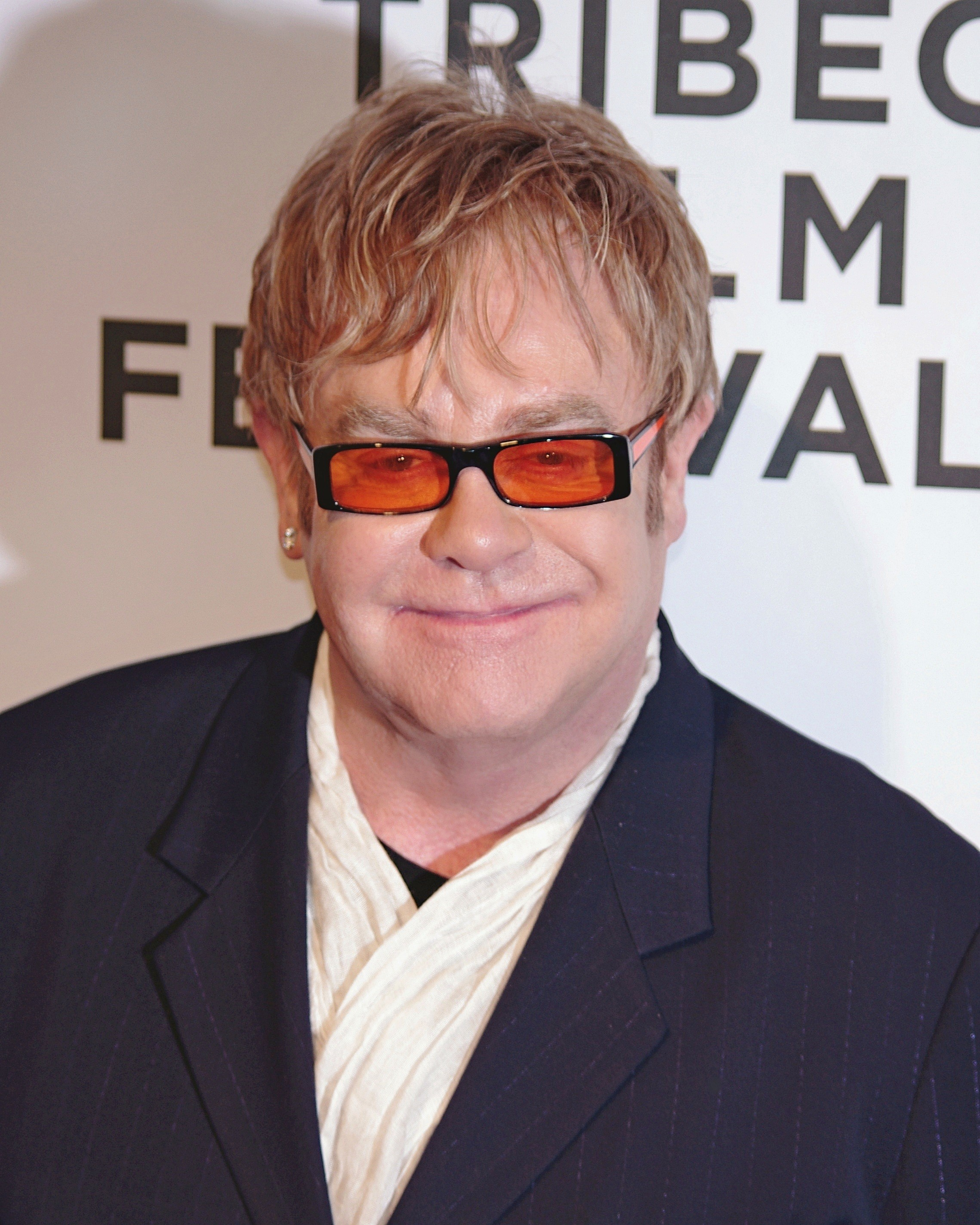
Elton John, auteur des chansons du film.

Le site français[Lequel ?] dit que l'« Oscar est mérité, tant l'alchimie entre Zimmer et ses différents collaborateur (Elton John pour les chansons, Lebo M. pour les chœurs africains, et Nick Glennie-Smith & Mark Mancina à la musique additionnelle) semble parfaite sur les images » en ajoutant que « Hans Zimmer prouve définitivement qu'il a un sens tout particulier pour saisir les moments d'émotion cruciaux d'une scène, décrit la justesse d'un sentiment, l'exaltation d'une situation ». Dans sa critique à propos du film, 20 minutes a ajouté, lors de la ressortie du film 3D en 2012, que « les chansons, créées par Elton John et Tim Rice, n'ont pas davantage vieilli que les émotions brutes de scènes cultes ».
Le site américain AllMusic, plus sévère, dénonce le fait que la réédition spéciale de l'album « n'a pas ajouté de titre supplémentaire de la partition, en optant pour une chanson inédite, Le Rapport Matin (chanté par Jeff Bennett, James Earl Jones, et Evan Saucedo), ou encore un autre remix de Can You Feel the Love Tonight de Elton John[...]. Ces deux titres n'ajoutent rien de particulier à la partition [...] ».

### Impact culturel
L'une des chansons les plus célèbres du film est Hakuna Matata. Il s'agit d'une devise issue de l'expression swahilie Hakuna matatizo, signifiant « il n'y a pas de problème ». L'expression s'est d'abord faite connaître dans les pays occidentaux en 1983, avec la reprise par Boney M. de la chanson Jambo Bwana (« Bonjour Monsieur ») du groupe kényan Them Mushrooms (en), sortie l'année précédente et qui reprend la phrase « Hakuna matata » dans son refrain. C'est aussi désormais le nom d'un restaurant dans le land d'Adventureland au parc Disneyland, ouvert en mai 1995 en lieu et place du Aux Épices Enchantées, avec une thématique similaire.

## Titres

### Version originale
| The Lion King (Original Motion Picture Soundtrack) (1994) | The Lion King (Original Motion Picture Soundtrack) (1994) | The Lion King (Original Motion Picture Soundtrack) (1994)                     | The Lion King (Original Motion Picture Soundtrack) (1994) | The Lion King (Original Motion Picture Soundtrack) (1994) | The Lion King (Original Motion Picture Soundtrack) (1994) | The Lion King (Original Motion Picture Soundtrack) (1994) | The Lion King (Original Motion Picture Soundtrack) (1994) | The Lion King (Original Motion Picture Soundtrack) (1994) | The Lion King (Original Motion Picture Soundtrack) (1994) |
| No                                                        | Titre                                                     | Interprètes                                                                   | Durée                                                     |                                                           |                                                           |                                                           |                                                           |                                                           |                                                           |
| --------------------------------------------------------- | --------------------------------------------------------- | ----------------------------------------------------------------------------- | --------------------------------------------------------- | --------------------------------------------------------- | --------------------------------------------------------- | --------------------------------------------------------- | --------------------------------------------------------- | --------------------------------------------------------- | --------------------------------------------------------- |
| 1.                                                        | Circle of Life                                            | Carmen Twillie et Lebo M                                                      | 3:59                                                      |                                                           |                                                           |                                                           |                                                           |                                                           |                                                           |
| 2.                                                        | I Just Can't Wait to Be King                              | Jason Weaver, Rowan Atkinson et Laura Williams                                | 2:50                                                      |                                                           |                                                           |                                                           |                                                           |                                                           |                                                           |
| 3.                                                        | Be Prepared                                               | Jeremy Irons, Whoopi Goldberg, Cheech Marin et Jim Cummings                   | 3:40                                                      |                                                           |                                                           |                                                           |                                                           |                                                           |                                                           |
| 4.                                                        | Hakuna Matata                                             | Nathan Lane, Ernie Sabella, Jason Weaver et Joseph Williams                   | 3:33                                                      |                                                           |                                                           |                                                           |                                                           |                                                           |                                                           |
| 5.                                                        | Can You Feel the Love Tonight                             | Joseph Williams, Sally Dworsky, Nathan Lane, Ernie Sabella et Kristle Edwards | 2:57                                                      |                                                           |                                                           |                                                           |                                                           |                                                           |                                                           |
| 6.                                                        | This Land                                                 |                                                                               | 2:55                                                      |                                                           |                                                           |                                                           |                                                           |                                                           |                                                           |
| 7.                                                        | ... To Die For                                            |                                                                               | 4:17                                                      |                                                           |                                                           |                                                           |                                                           |                                                           |                                                           |
| 8.                                                        | Under the Stars                                           |                                                                               | 3:45                                                      |                                                           |                                                           |                                                           |                                                           |                                                           |                                                           |
| 9.                                                        | King of Pride Rock                                        |                                                                               | 5:59                                                      |                                                           |                                                           |                                                           |                                                           |                                                           |                                                           |
| 10.                                                       | Circle of Life                                            | Elton John                                                                    | 4:51                                                      |                                                           |                                                           |                                                           |                                                           |                                                           |                                                           |
| 11.                                                       | I Just Can't Wait to Be King                              | Elton John                                                                    | 3:37                                                      |                                                           |                                                           |                                                           |                                                           |                                                           |                                                           |
| 12.                                                       | Can You Feel the Love Tonight (End Title)                 | Elton John                                                                    | 4:01                                                      |                                                           |                                                           |                                                           |                                                           |                                                           |                                                           |
| 46:21                                                     |                                                           |                                                                               |                                                           |                                                           |                                                           |                                                           |                                                           |                                                           |                                                           |

| :The Lion King: Special Edition (Original Motion Picture Soundtrack) (2003) | :The Lion King: Special Edition (Original Motion Picture Soundtrack) (2003) | :The Lion King: Special Edition (Original Motion Picture Soundtrack) (2003) | :The Lion King: Special Edition (Original Motion Picture Soundtrack) (2003) | :The Lion King: Special Edition (Original Motion Picture Soundtrack) (2003) | :The Lion King: Special Edition (Original Motion Picture Soundtrack) (2003) | :The Lion King: Special Edition (Original Motion Picture Soundtrack) (2003) | :The Lion King: Special Edition (Original Motion Picture Soundtrack) (2003) | :The Lion King: Special Edition (Original Motion Picture Soundtrack) (2003) | :The Lion King: Special Edition (Original Motion Picture Soundtrack) (2003) |
| No                                                                          | Titre                                                                       | Interprètes                                                                 | Durée                                                                       |                                                                             |                                                                             |                                                                             |                                                                             |                                                                             |                                                                             |
| --------------------------------------------------------------------------- | --------------------------------------------------------------------------- | --------------------------------------------------------------------------- | --------------------------------------------------------------------------- | --------------------------------------------------------------------------- | --------------------------------------------------------------------------- | --------------------------------------------------------------------------- | --------------------------------------------------------------------------- | --------------------------------------------------------------------------- | --------------------------------------------------------------------------- |
| 13.                                                                         | The Morning Report                                                          | James Earl Jones, Jeff Bennett et Evan Saucedo                              | 1:36                                                                        |                                                                             |                                                                             |                                                                             |                                                                             |                                                                             |                                                                             |
| 14.                                                                         | Can You Feel the Love Tonight (Remix)                                       | Elton John                                                                  | 4:08                                                                        |                                                                             |                                                                             |                                                                             |                                                                             |                                                                             |                                                                             |
| 5:44                                                                        |                                                                             |                                                                             |                                                                             |                                                                             |                                                                             |                                                                             |                                                                             |                                                                             |                                                                             |

### Version française
| Le Roi Lion : Version Intégrale (Bande Originale Française Du Film) (2003) | Le Roi Lion : Version Intégrale (Bande Originale Française Du Film) (2003) | Le Roi Lion : Version Intégrale (Bande Originale Française Du Film) (2003)         | Le Roi Lion : Version Intégrale (Bande Originale Française Du Film) (2003) | Le Roi Lion : Version Intégrale (Bande Originale Française Du Film) (2003) | Le Roi Lion : Version Intégrale (Bande Originale Française Du Film) (2003) | Le Roi Lion : Version Intégrale (Bande Originale Française Du Film) (2003) | Le Roi Lion : Version Intégrale (Bande Originale Française Du Film) (2003) | Le Roi Lion : Version Intégrale (Bande Originale Française Du Film) (2003) | Le Roi Lion : Version Intégrale (Bande Originale Française Du Film) (2003) |
| No                                                                         | Titre                                                                      | Interprètes                                                                        | Durée                                                                      |                                                                            |                                                                            |                                                                            |                                                                            |                                                                            |                                                                            |
| -------------------------------------------------------------------------- | -------------------------------------------------------------------------- | ---------------------------------------------------------------------------------- | -------------------------------------------------------------------------- | -------------------------------------------------------------------------- | -------------------------------------------------------------------------- | -------------------------------------------------------------------------- | -------------------------------------------------------------------------- | -------------------------------------------------------------------------- | -------------------------------------------------------------------------- |
| 1.                                                                         | L'Histoire de la vie                                                       | Debbie Davis                                                                       | 3:59                                                                       |                                                                            |                                                                            |                                                                            |                                                                            |                                                                            |                                                                            |
| 2.                                                                         | Je voudrais déjà être roi                                                  | Dimitri Rougeul, Michel Prudhomme et Melinda Attia                                 | 2:50                                                                       |                                                                            |                                                                            |                                                                            |                                                                            |                                                                            |                                                                            |
| 3.                                                                         | Soyez prêtes                                                               | Jean Piat, Michel Mella et Marie-Christine Darah                                   | 3:40                                                                       |                                                                            |                                                                            |                                                                            |                                                                            |                                                                            |                                                                            |
| 4.                                                                         | Hakuna Matata                                                              | Dimitri Rougeul, Jean-Philippe Puymartin, Michel Elias et Emmanuel Curtil          | 3:33                                                                       |                                                                            |                                                                            |                                                                            |                                                                            |                                                                            |                                                                            |
| 5.                                                                         | L'amour brille sous les étoiles                                            | Maïdi Roth, Jean-Philippe Puymartin, Mimi Felxine, Michel Elias et Emmanuel Curtil | 2:57                                                                       |                                                                            |                                                                            |                                                                            |                                                                            |                                                                            |                                                                            |
| 6.                                                                         | Le Rapport du matin                                                        | Michel Prudhomme et Mathias Mella                                                  | 1:36                                                                       |                                                                            |                                                                            |                                                                            |                                                                            |                                                                            |                                                                            |
| 7.                                                                         | Terres interdites                                                          |                                                                                    | 2:55                                                                       |                                                                            |                                                                            |                                                                            |                                                                            |                                                                            |                                                                            |
| 8.                                                                         | La Tentation de Simba                                                      |                                                                                    | 4:17                                                                       |                                                                            |                                                                            |                                                                            |                                                                            |                                                                            |                                                                            |
| 9.                                                                         | Les Hyènes                                                                 |                                                                                    | 4:08                                                                       |                                                                            |                                                                            |                                                                            |                                                                            |                                                                            |                                                                            |
| 10.                                                                        | Sous les étoiles                                                           |                                                                                    | 3:45                                                                       |                                                                            |                                                                            |                                                                            |                                                                            |                                                                            |                                                                            |
| 11.                                                                        | Sur le rocher des lions                                                    |                                                                                    | 5:59                                                                       |                                                                            |                                                                            |                                                                            |                                                                            |                                                                            |                                                                            |
| 12.                                                                        | Can You Feel the Love Tonight                                              |                                                                                    | 4:01                                                                       |                                                                            |                                                                            |                                                                            |                                                                            |                                                                            |                                                                            |
| 13.                                                                        | Can You Feel the Love Tonight (Remix)                                      |                                                                                    | 5:59                                                                       |                                                                            |                                                                            |                                                                            |                                                                            |                                                                            |                                                                            |
| 14.                                                                        | Circle of Life (Remix)                                                     |                                                                                    | 4:10                                                                       |                                                                            |                                                                            |                                                                            |                                                                            |                                                                            |                                                                            |
| 53:49                                                                      |                                                                            |                                                                                    |                                                                            |                                                                            |                                                                            |                                                                            |                                                                            |                                                                            |                                                                            |

### The Legacy Collection
The Legacy Collection : The Lion King est sorti le 24 juin 2014, en conjonction avec le 20e anniversaire du film Le Roi lion. L'album contient deux CD, avec la bande originale complète du film, ainsi que les instrumentaux qui ne figurent pas dans l'album classique; et 30 minutes de son inédit mixé par Alan Meyerson. Des commentaires par le compositeur Hans Zimmer et le producteur Don Hahn sont aussi inclus.
| Walt Disney Records: The Lion King (Disc 1) | Walt Disney Records: The Lion King (Disc 1)            | Walt Disney Records: The Lion King (Disc 1)                                   | Walt Disney Records: The Lion King (Disc 1) | Walt Disney Records: The Lion King (Disc 1) | Walt Disney Records: The Lion King (Disc 1) | Walt Disney Records: The Lion King (Disc 1) | Walt Disney Records: The Lion King (Disc 1) | Walt Disney Records: The Lion King (Disc 1) | Walt Disney Records: The Lion King (Disc 1) |
| No                                          | Titre                                                  | Interprètes                                                                   | Durée                                       |                                             |                                             |                                             |                                             |                                             |                                             |
| ------------------------------------------- | ------------------------------------------------------ | ----------------------------------------------------------------------------- | ------------------------------------------- | ------------------------------------------- | ------------------------------------------- | ------------------------------------------- | ------------------------------------------- | ------------------------------------------- | ------------------------------------------- |
| 1.                                          | Circle of Life/Nants' Ingonyama                        | Carmen Twillie et Lebo M                                                      | 3:59                                        |                                             |                                             |                                             |                                             |                                             |                                             |
| 2.                                          | Didn't Your Mother Tell You Not to Play With Your Food |                                                                               | 2:08                                        |                                             |                                             |                                             |                                             |                                             |                                             |
| 3.                                          | We Are All Connected                                   |                                                                               | 3:02                                        |                                             |                                             |                                             |                                             |                                             |                                             |
| 4.                                          | Hyenas in the Pride Lands                              |                                                                               | 3:51                                        |                                             |                                             |                                             |                                             |                                             |                                             |
| 5.                                          | I Just Can't Wait to Be King                           | Jason Weaver, Rowan Atkinson et Laura Williams                                | 2:52                                        |                                             |                                             |                                             |                                             |                                             |                                             |
| 6.                                          | Elephant Graveyard                                     |                                                                               | 4:48                                        |                                             |                                             |                                             |                                             |                                             |                                             |
| 7.                                          | I Was Just Trying to Be Brave                          |                                                                               | 2:16                                        |                                             |                                             |                                             |                                             |                                             |                                             |
| 8.                                          | Be Prepared                                            | Jeremy Irons, Whoopi Goldberg, Cheech Marin et Jim Cummings                   | 3:40                                        |                                             |                                             |                                             |                                             |                                             |                                             |
| 9.                                          | Simba, It's to Die For                                 |                                                                               | 0:48                                        |                                             |                                             |                                             |                                             |                                             |                                             |
| 10.                                         | Stampede                                               |                                                                               | 3:22                                        |                                             |                                             |                                             |                                             |                                             |                                             |
| 11.                                         | Mufasa Dies                                            |                                                                               | 3:27                                        |                                             |                                             |                                             |                                             |                                             |                                             |
| 12.                                         | If You Ever Come Back We'll Kill You                   |                                                                               | 1:38                                        |                                             |                                             |                                             |                                             |                                             |                                             |
| 13.                                         | Bowling for Buzzards                                   |                                                                               | 0:30                                        |                                             |                                             |                                             |                                             |                                             |                                             |
| 14.                                         | Hakuna Matata                                          | Nathan Lane, Ernie Sabella, Jason Weaver et Joseph Williams                   | 4:08                                        |                                             |                                             |                                             |                                             |                                             |                                             |
| 15.                                         | We Gotta Bone to Pick With You                         |                                                                               | 1:08                                        |                                             |                                             |                                             |                                             |                                             |                                             |
| 16.                                         | Kings of the Past                                      |                                                                               | 2:48                                        |                                             |                                             |                                             |                                             |                                             |                                             |
| 17.                                         | Nala, Is It Really You?                                |                                                                               | 4:11                                        |                                             |                                             |                                             |                                             |                                             |                                             |
| 18.                                         | Can You Feel the Love Tonight                          | Joseph Williams, Sally Dworsky, Nathan Lane, Ernie Sabella et Kristle Edwards | 2:57                                        |                                             |                                             |                                             |                                             |                                             |                                             |
| 19.                                         | Remember Who You Are                                   |                                                                               | 7:48                                        |                                             |                                             |                                             |                                             |                                             |                                             |
| 20.                                         | This Is My Home                                        |                                                                               | 2:45                                        |                                             |                                             |                                             |                                             |                                             |                                             |
| 21.                                         | The Rightful King                                      |                                                                               | 11:46                                       |                                             |                                             |                                             |                                             |                                             |                                             |
| 73:36                                       |                                                        |                                                                               |                                             |                                             |                                             |                                             |                                             |                                             |                                             |

| Walt Disney Records: The Lion King (Disc 2) | Walt Disney Records: The Lion King (Disc 2) | Walt Disney Records: The Lion King (Disc 2)    | Walt Disney Records: The Lion King (Disc 2) | Walt Disney Records: The Lion King (Disc 2) | Walt Disney Records: The Lion King (Disc 2) | Walt Disney Records: The Lion King (Disc 2) | Walt Disney Records: The Lion King (Disc 2) | Walt Disney Records: The Lion King (Disc 2) | Walt Disney Records: The Lion King (Disc 2) |
| No                                          | Titre                                       | Interprètes                                    | Durée                                       |                                             |                                             |                                             |                                             |                                             |                                             |
| ------------------------------------------- | ------------------------------------------- | ---------------------------------------------- | ------------------------------------------- | ------------------------------------------- | ------------------------------------------- | ------------------------------------------- | ------------------------------------------- | ------------------------------------------- | ------------------------------------------- |
| 1.                                          | The Morning Report                          | James Earl Jones, Jeff Bennett et Evan Saucedo | 1:37                                        |                                             |                                             |                                             |                                             |                                             |                                             |
| 2.                                          | Warthog Rhapsody                            | Nathan Lane, Ernie Sabella and Jason Weaver    | 3:06                                        |                                             |                                             |                                             |                                             |                                             |                                             |
| 3.                                          | We Are All Connected (Demo)                 |                                                | 3:05                                        |                                             |                                             |                                             |                                             |                                             |                                             |
| 4.                                          | I Was Just Trying to Be Brave (Demo)        |                                                | 2:16                                        |                                             |                                             |                                             |                                             |                                             |                                             |
| 5.                                          | Stampede (Demo)                             |                                                | 3:23                                        |                                             |                                             |                                             |                                             |                                             |                                             |
| 6.                                          | Mufasa Dies (Demo)                          |                                                | 3:27                                        |                                             |                                             |                                             |                                             |                                             |                                             |
| 7.                                          | This Is My Home (Demo)                      |                                                | 2:28                                        |                                             |                                             |                                             |                                             |                                             |                                             |
| 8.                                          | The Rightful King (Demo)                    |                                                | 11:42                                       |                                             |                                             |                                             |                                             |                                             |                                             |
| 9.                                          | Circle of Life (Instrumental Demo)          |                                                | 4:02                                        |                                             |                                             |                                             |                                             |                                             |                                             |
| 10.                                         | Circle of Life                              | Elton John                                     | 4:52                                        |                                             |                                             |                                             |                                             |                                             |                                             |
| 11.                                         | I Just Can't Wait to Be King                | Elton John                                     | 3:37                                        |                                             |                                             |                                             |                                             |                                             |                                             |
| 12.                                         | Can You Feel The Love Tonight (End Title)   | Elton John                                     | 4:03                                        |                                             |                                             |                                             |                                             |                                             |                                             |
| 47:29                                       |                                             |                                                |                                             |                                             |                                             |                                             |                                             |                                             |                                             |

## Distinctions

### Récompenses
- 1995 : Oscar de la meilleure chanson originale pour Can You Feel the Love Tonight (Elton John pour la musique et Tim Rice pour les paroles)
- 1995 : Oscar de la meilleure musique de film pour Hans Zimmer

### Nominations
La chanson Can You Feel the Love Tonight n'est pas la seule nommée dans la catégorie Oscar de la meilleure chanson originale de 1995. En effet, Circle of Life et Hakuna Matata étaient également nommées, mais c'est Can You Feel the Love Tonight qui remporte le prix.

## Certifications
| \| Pays \| Certification \| \| ------------------------- \| ------------- \| \| Australie (ARIA) \| 4 × Platine \| \| Autriche (IFPI) \| Platine \| \| Canada (Music Canada)[12] \| Diamant \| \| France (SNEP)[13] \| Or \| \| Japon (RIAJ)[14] \| Or \| \| Suède (GLF) \| Or \| \| Suisse (IFPI Suisse) \| 2 × Platine \| \| Pologne (ZPAV) \| Or \| \| Royaume-Uni (BPI) \| Platine \| \| États-Unis (RIAA)[15] \| Diamant \| \| Europe (IFPI)[16] \| 3 × Platine \| |               |
| Pays | Certification |
| Australie (ARIA) | 4 × Platine   |
| Autriche (IFPI) | Platine       |
| Canada (Music Canada) | Diamant       |
| France (SNEP) | Or            |
| Japon (RIAJ) | Or            |
| Suède (GLF) | Or            |
| Suisse (IFPI Suisse) | 2 × Platine   |
| Pologne (ZPAV) | Or            |
| Royaume-Uni (BPI) | Platine       |
| États-Unis (RIAA) | Diamant       |
| Europe (IFPI) | 3 × Platine   |